# 일본-중국 관계사
이 문서는 중국과 일본 간 관계의 역사를 다루는 문서다. 중국과 일본에 존재했던 역대 왕조 간의 관계와 중화인민공화국과 일본 사이의 관계를 다루며 타이완을 지배하고 있는 중화민국과의 관계는 일본-타이완 관계를 참조하면 된다.

## 고대

### 한나라와 왜나라

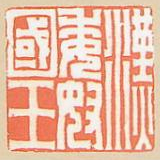
한위노국왕인

중국측 기록에서 처음으로 일본에 대한 기록은 『한서』「지리지」다. 기원전 1세기경 일본은 왜나라로 불렸는데 당시 100여 개의 작은 나라들이 퍼져 있었다. 이들은 한반도에 위치한 낙랑군에 정기적으로 사신을 파견하고 조공을 바쳤다.
『후한서』「동이전」에는 1~2세기경 왜나라에 대한 기록이 남아 있다. 57년 나노국(奴國)의 사신이 낙양에 와서 후한 광무제를 알연하고 인수를 받았다. 이때 받은 인수에 '한위노국왕'이라는 글자가 새겨져 있어 한위노국왕인라는 이름이 붙었는데 이후에 행방이 묘연해졌다가 에도 시도 때 시카노섬에서 발견되었다. 107년에는 왜왕 수승(帥升) 등이 160명의 노예를 후한 안제에게 헌상했는데 이는 한나라와 책봉 관계에 있던 나라가 규슈 북부에 존재했음을 암시해준다.

### 위나라와 왜나라
『삼국지』「위지 왜인전」에는 3세기경 한반도에 위치한 대방군의 바다 건너에 야마타이국이란 나라가 있는데 당시 내분 상태였다고 한다. 하지만 히미코가 여왕으로 즉위한 뒤 제정일치 사회를 이룩하여 국가를 안정시켰다고 한다. 239년 히미코가 위나라에 조공을 바치며 '친위왜왕'이 새겨진 금인과 동으로 만든 거울을 받았다. 히미코가 죽은 뒤 나라는 다시 혼란해졌다가 13살이 된 도요를 여왕으로 옹립하자 다시 평안해졌다.

### 남북조 시대와 야마토 왕권
그 이후 150년 정도 중국의 기록에 일본에 대한 얘기는 등장하지 않는다. 『송서』「왜국전」에 의하면 4세기경 일본은 야마토 왕권의 지배가 이루어졌으며 5세기에는 왜5왕이 사신을 보내 송나라에 조공을 했다고 한다.
6세기 백제에서 오경박사가 건너 와서 유교를 전했으며 비슷한 시기 불교도 전래되었다. 589년 건국된 수나라가 대륙을 통일하자 일본은 한반도를 통해 중국의 문화를 수용하던 기존의 방법에서 벗어나 수나라와의 직접적인 교역을 희망하게 된다.

### 수·당과의 관계

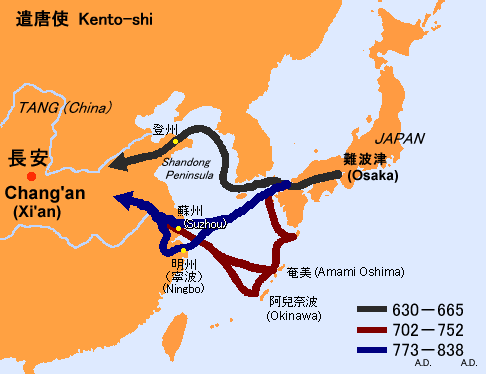
견당사의 항로

『수서』「동이전」에는 600년 일본에서 다리시히코를 견수사로 파견했다고 기록하고 있지만 『일본서기』에는 관련 내용이 없다. 607년 오노노 이모코가 견수사로 간 것을 포함해 견수사는 총 5번 파견되었다.
수 양제가 추진한 무리한 고구려-수 전쟁은 수나라의 국력을 급격히 감소시켰고 결국 각지에서 일어난 반란으로 수나라는 멸망했다. 이 혼란을 수습한 것이 당나라였고 당 태종은 정관의 치를 통해 천하를 다시 안정시켰다. 태종이 통치하던 630년 이누카미노 미타스키가 견당사로 파견되었다. 이후 당나라는 고표인을 일본에 보내 책봉 관계를 요구했지만 일본은 이를 거절했다. 608년에 견수사로 파견되었던 사람들이 632년~640년에 걸쳐 일본에 돌아왔으며 그 중 한 명이었던 다카무코노 구로마로 등은 당시 황자였던 덴지 천황에게 협력해 다이카 개신에 공헌했다. 660년 백제가 멸망하자 663년 출병했지만 백강 전투에서 나당 연합군에 패배했다. 이후 일본은 나당 연합군이 일본을 공격할지 모른다고 우려하여 규슈에 사키모리를, 다자이후에 미즈키를 설치했다. 하지만 672년 진신의 난이 일어나는 등 일본은 혼란스러운 시절을 보내게 된다.
당 고종의 황후였던 측천무후는 두 아들을 차례차례 폐위한 뒤 주나라를 세우고 초대 황제의 자리에 올랐다. 701년 일본은 다시 중국에 사신을 보냈고 측천무후는 이때 일본이라는 국호를 승인했다. 이후 일본은 주나라·당나라에 많은 유학생·유학승을 파견해 선진 문물을 받아들여 율령국가로서의 체제를 확립했으며 한편으로 동아시아의 정보도 수집했다. 당나라의 개원통보를 바탕으로 화동개벽을 주조했고 장안성을 모방하여 헤이조쿄를 정비했다. 아베노 나카마로·기비노 마키비·겐보·세이 신세이 등은 717년 파견된 견당사를 수행하면서 당나라의 문화를 종합적으로 배우려는 태도를 보였으며 당나라에서 753년 감진 등을 일본에 파견하여 덴표 문화가 꽃피우는데 공헌했다. 804년 파견된 견당사를 수행한 사이초·구카이은 일본에 돌아온 뒤 일본 불교의 기반을 닦았다. 이 무렵부터 당나라에 단기 유학을 가는 사례도 나타났으나 875년 황소의 난을 계기로 당나라의 각종 폐습이 한 번에 폭발해 국가 체제가 붕괴되기 시작하자 스가와라노 미치자네는 894년 견당사 폐지를 건의했다.
10세기 일본은 후지와라 북가가 주도하는 섭관정치가 행해졌고 국풍 문화가 전성기를 맞이하고 있었지만 헤이안 시대 귀족들은 여전히 『백씨문집』·『문선』 등 한학 서적을 여전히 교양으로서 배우고 있었다. 이후 발해와의 관계에 있어서 811년에 마지막으로 견발해사를 보내고, 926년에 마지막으로 발해사가 온 뒤 일본은 대외 정책에 있어 소극적으로 변했다. 이 무렵 일본에서는 장원이 발달하고 지방에 대한 통제력이 약해졌으며 무사들이 두각을 나타내기 시작했다. 또한 중국은 907년 당나라가 멸망한 뒤 오대 십국 시대로 진입해 한동안 분열된 시기를 보내야 했다. 오월이 935년~957년에 일본과 국교를 맺기도 했지만 당나라 때만큼 교류하지는 않았으며 요나라는 일본과 사무역이 약간 이루어졌다.

## 중세

### 송나라와 헤이시 정권
960년 중국에서 북송이 세워졌지만 일본은 다자이후를 통한 한정적인 교류만을 이어갔다. 이 무렵 하카타나 쓰루가에서는 밀무역이 성행했는데 특히 에치젠노카미로 있던 다이라노 다다모리는 히고노카미·미마사카노카미·하리마노카미를 역임하며 세토 내해의 운송로를 장악하고 상품 중 일부를 상황전에 진상하여 근신으로 인정받을 수 있었다.
1156년의 호겐의 난과 1159년의 헤이지의 난을 계기로 헤이시가 대두하면서 헤이시 정권이 수립됐다. 헤이시 정권은 기존의 정책을 뒤엎고 개국을 시행해 북송 이후 들어선 중국의 남송 정권과의 무역을 시작했다. 당시 다자이후는 쇠락하고 있었고 다이라노 다다모리의 아들 다이라노 기요모리은 셋쓰국에 위치한 오와다노토마리 등을 보수해 남송과의 활발한 무역을 추진했다. 이를 통해 대량의 송나라 화폐가 일본에 유입되면서 일본은 화폐 경제 시대를 맞이하게 되었다. 또한 선종 불교나 차도 이 시기에 전래됐다.

### 원나라와 가마쿠라 막부

원나라의 일본 원정

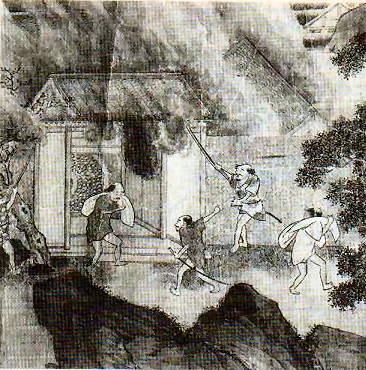
원나라의 일본 원정

일본에서는 헤이시와 오슈 후지와라씨가 멸망하고 미나모토노 요리토모가 정이대장군에 취임해 가마쿠라 막부를 개창했다. 하지만 막부의 영향력은 동일본에 그쳤고 규슈를 비롯한 서일본은 여전히 천황과 조정의 영향력 아래에 놓여 있었다.
한편 대륙에서는 몽골 제국이 흥기하여 고려를 복속시킨 뒤 고려를 통해 일본에 사신을 6번이나 보냈지만 일본은 이를 모두 무시했다. 몽골은 수도를 대도로 옮겨 원나라를 세웠는데 당시 막부의 실권자 호조 도키무네는 이국경고번역(異国警固番役)을 설치해 원나라의 공격에 대비했다. 1274년 원나라는 고려와 연합군을 형성해 일본 원정에 나섰지만 실패했다.
1279년 원나라는 남송을 멸망시켜 중국을 통일한 뒤 1281년 다시 일본을 공격했지만 패퇴했고 진열을 가다듬고 다시 공격했으나 태풍 피해를 받아 큰 손해를 입었다. 이후 원나라는 다시 일본 원정을 준비했으나 쿠빌라이 칸이 서거하면서 더 이상의 일본 침공은 이루어지지 않았다.
하지만 일본은 원나라가 다시 쳐들어올 것을 두려워해 1293년 규슈에 진서봉행을 설치해 서일본에서 통제력을 강화하고자 했다. 하지만 원나라와의 전쟁에서 얻은 것이 없던 막부는 전쟁에 참여한 무사들에게 보상해줄 수 있는 것이 없었고 무사들은 막대한 빚을 지게 되었다. 이후 무사들은 막부에 대한 불만을 키우게 된다.
쿠빌라이 칸은 일본 침공을 준비하면서도 일본과의 민간 무역은 허용했다. 가마쿠라 후기에는 절과 신사를 짓기 위한 비용을 마련하기 위해 막부의 승인을 받아 원나라와의 무역이 이루어졌다. 또한 호조 가문은 무사들이 신봉하는 선종을 보호하고자 하여 원나라에서 승려들이 일본으로 건너오는 것을 허락했다.

### 명나라와 무로마치 막부

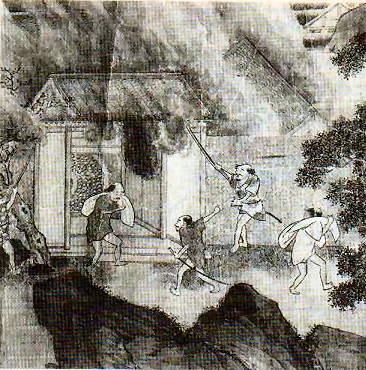
왜구

고사가 천황이 퇴위한 뒤 황위 계승을 둘러싸고 황실이 다이가쿠지 계통과 지묘인 계통으로 분리되는 혼란이 일었고 이때 아시카가 다카우지가 1333년 가마쿠라 막부를 무너뜨렸다. 막부가 해체되면서 고다이고 천황에 의한 친정이 이루어질 수 있었지만 이러한 겐무 신정은 불안정했고 결국 아시카가 다카우지는 고묘 천황을 옹립하고 무로마치 막부를 개창했으며 고다이고 천황은 요시노로 도망가면서 동시에 두 명의 천황이 재위하는 난보쿠초 시대로 진입했다. 중앙 정부가 분열되어 지방에 대한 통제력이 약화되자 규슈 근방에선 왜구라 불리게 되는 해적들이 발흥해 한반도와 중국 연안을 습격하기 시작했다.
이후 중국에서는 홍무제의 지휘 하에 원나라를 북쪽으로 쫓아내고 명나라가 건국되었다. 명나라는 왜구 문제를 해결하기 위해 규슈에서 영향력을 가지고 있던 남조 계열의 가네요시 친왕에게 사신을 보냈으나 규슈 단다이 이마가와 사다요에 의해 친왕이 규슈에서 축출되었다. 이후 1392년 남조와 북조는 화해한 뒤 통일 정권을 다시 세웠고 이런 혼란스런 상황 속에서 명나라는 일본과의 책봉 관계를 맺는 데 실패했다. 이후 1404년 영락제 때에 와서야 아시카가 요시미쓰를 일본국왕으로 책봉했으며 아시카가 요시미쓰가 사망하자 영락제는 공헌이라는 시호를 내렸다. 이는 일본인이 외국 군주로부터 시호를 받은 유일한 사례다.
중국과 일본의 이런 친밀한 관계는 아시카가 요시모치가 1411년 명나라 사신을 거부하면서 깨지기 시작했다. 막부는 명나라 황제에게 조공하는 형식의 무역만 한정적으로 유지했다. 명나라는 1404년부터 일본의 선박들에게 무역 허가증인 감합부를 소지하도록 하여 왜구를 통제하고자 했다. 1411년 이러한 감합 무역은 아시카가 요시모치가 굴욕적이라는 이유로 정지했다가 1432년 아시카가 요시노리가 부활시켰다. 이후 감합 무역은 1549년까지 19회에 걸쳐 이루어졌는데 이때 일본은 유황·청동 등의 광물과 부채·도검·칠기·병풍 등을 중국에 수출했고 중국은 영락통보·생사·직물·서적 등을 일본에 수출했다. 이때 일본에 수입된 명나라의 문물은 기타야마 문화와 히가시야마 문화 등 무로마치 문화에 영향을 미쳤다.
막부의 관제는 간레이와 시시키로 조직되었는데 슈고 다이묘들이 대두하면서 서서히 슈고 영국제가 확립되어 갔다. 이후 아시카가 요시마사의 후계를 둘러싸고 오닌의 난이 일어나고 천하가 혼란해지면서 센고쿠 시대로 진입했다. 이 무렵 하카타 상인 출신인 오우치씨와 사카이 상인 출신인 호소카와씨가 해외 무역을 둘러싸고 대립을 벌이고 있었는데 1523년 명나라에서 닝보의 난이 일어나자 오우치씨는 1536년 견명선 파견을 재개했다. 하지만 1551년 오우치씨가 멸망하면서 견명선 파견도 끊기고 말았다. 비슷한 시기에 유럽인들이 일본 근해를 방문하면서 1543년부터 남만무역이 시작되었고 왕직 등을 중심으로 한 명나라 밀수상을 중심으로 한 후기 왜구에 의한 밀무역이 성행했다.

## 근세

### 도요토미 히데요시의 등장
센고쿠 시대를 통일한 도요토미 히데요시는 명나라를 정복하겠다며 명나라와 책봉 관계에 있던 조선에 협력을 요청했다. 하지만 조선이 이를 거절하자 임진왜란을 일으켰고 조선의 요청에 따라 명나라군이 파견되었다. 조·명 연합군과 일본군은 격렬한 싸움 끝에 협상을 시도하지만 결렬되어 1597년 정유재란이 발발했지만 다음 해에 히데요시가 사망하면서 일본군은 철병했다.

### 도쿠가와 이에야스의 등장

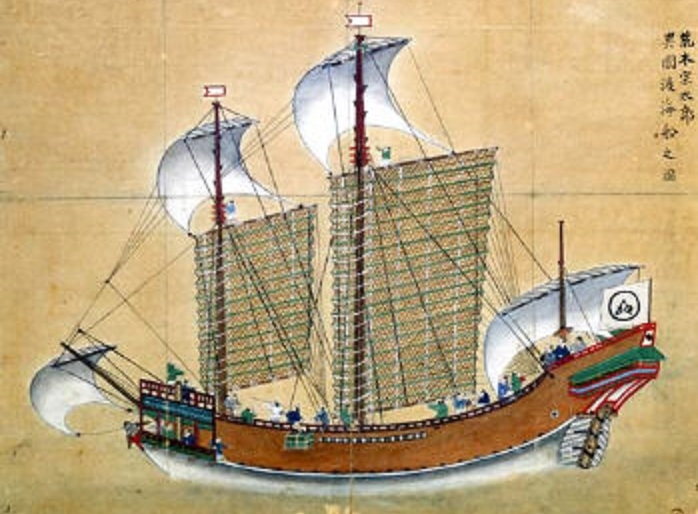
주인선

후계자인 도요토미 히데요리는 5살이 불과하여 이른바 5대로가 정치를 보좌하게 되었다. 그 중에서 가장 두각을 나타낸 인물이 도쿠가와 이에야스였다. 1600년 분고국에 표류한 네덜란드 선박의 얀 요스텐·윌리엄 애덤스를 이에야스가 고문으로 고용해 남만무역을 적극적으로 장려했다. 3년 뒤 도요토미 가문을 무너뜨리고 천하를 장악한 이에야스는 에도 막부를 개창했다.
태평성대가 열리자 사치품, 특히 생사에 대한 수요가 늘었고 막부는 특정 상인들에게 독점적 수입권을 부여하는 이토왓푸를 도입해 주인선 무역을 실시했다. 명나라와도 사무역이 이루어졌으나 왜구에 시달린 기억과 임진왜란의 영향으로 명나라는 일본 선박이 명나라에 입항하는 것도 명나라 선박이 일본에 출입하는 것도 금지했다. 이에 두 나라의 상인들은 동남아시아에서 교역을 했다. 명나라가 당시 은이 부족했고 일본은 이와미 은광 등에서 은을 채굴하고 있었기에 결제 수단으로는 은이 활용됐다.

### 청나라와 에도 막부

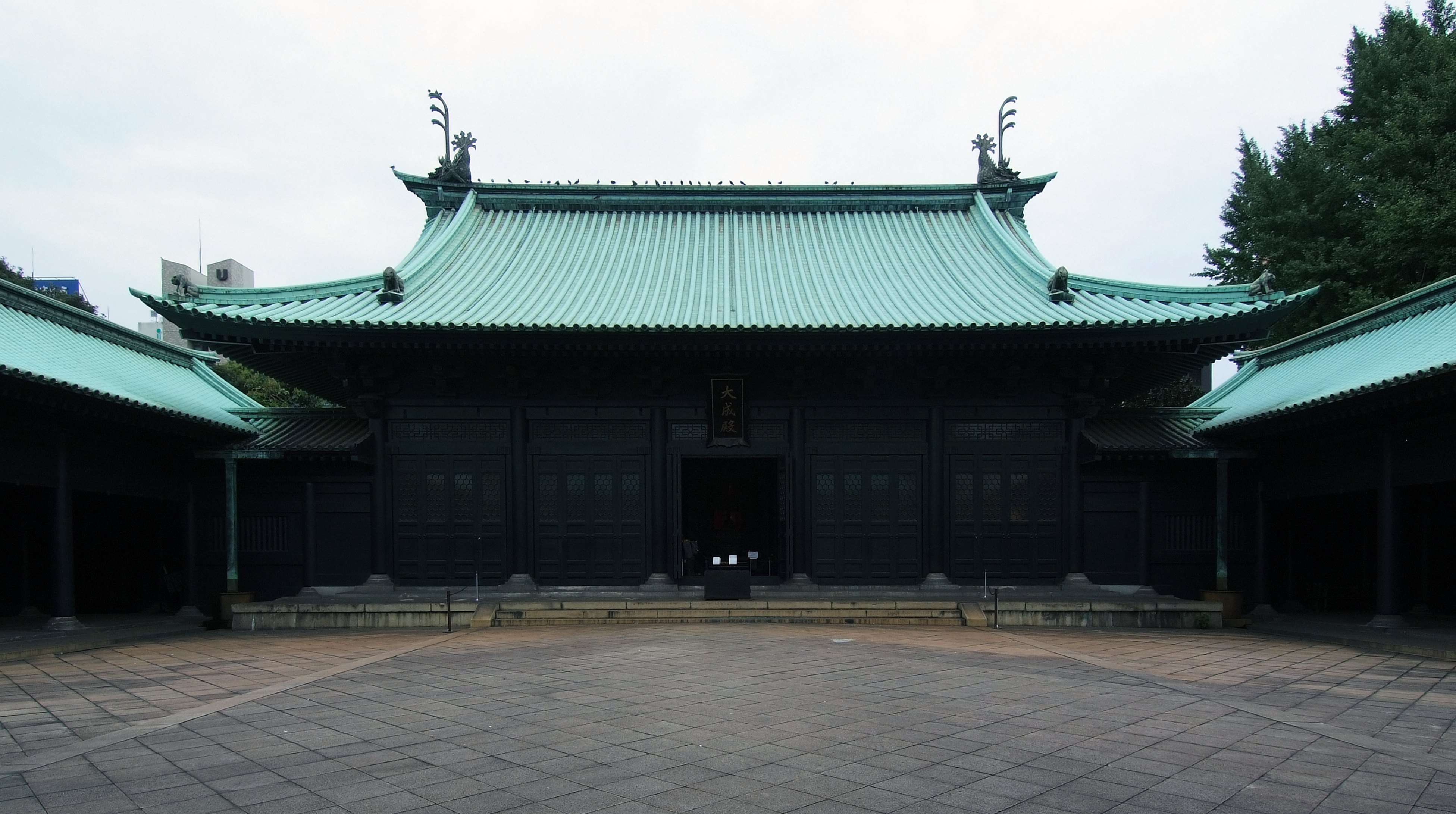
유시마 성당

일본은 명나라와의 국교 회복을 희망했지만 명나라는 이를 계속 거절했다. 이후 도쿠가와 이에미쓰가 3대 쇼군으로 취임하면서 막부는 쇄국정책을 확립하기 시작했다. 1633년에는 노중이 발행한 봉서가 없는 배는 일본 밖으로 나가지도 일본 밖에서 들어오지도 못하는 1차 쇄국령을 발령했고 2년 뒤에는 일본인이 밖으로 나가는 것을 완전히 금하는 조치로 발전했다. 이로써 주인선 무역은 종말을 고했고 1641년 네덜란드 상관을 데지마로 이전시키면서 막부의 쇄국 정책이 완성됐다.
이 무렵 중국은 만주족이 청나라를 세워 조선을 복속시킨 뒤 명나라마저 멸망시키고 중국 전체를 지배했다. 일본은 쇄국을 유지하면서도 네덜란드·조선·류큐국·청나라와는 한정된 범위나마 무역을 실시했다. 도쿠가와 이에쓰나가 4대 쇼군으로 취임하면서 기독교 서적을 제외한 많은 서적의 수입 금지령이 1630년 해제되었다. 이로써 중국에서 한학서가 대량으로 수입되면서 일본에서 유학자의 수가 늘어났다.

## 근대

### 아편 전쟁에서 청일수호조규까지

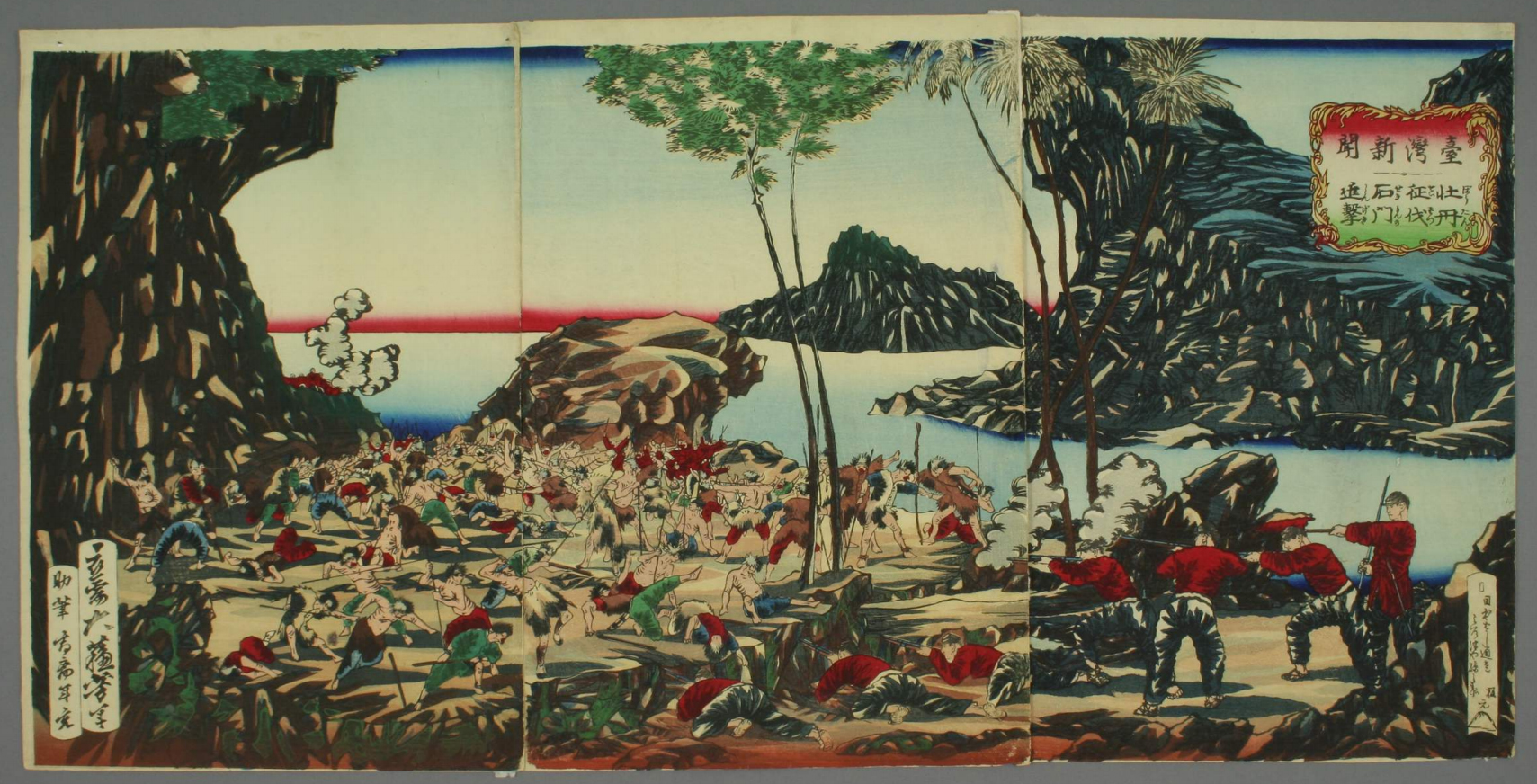
타이완 출병

청나라 역시 명나라처럼 광저우에서의 제한적인 무역만 허가했다. 이는 일본뿐 아니라 아시아에 접근하기 시작한 유럽 열강도 마찬가지였다. 청나라와의 무역을 원했던 영국은 교섭에 나섰지만 청나라는 전통적인 조공 무역만 고집했다. 이에 영국이 영국 동인도 회사를 통해 아편을 수출했고 그 규모가 너무 커져 청나라의 은이 해외로 유출되는 양이 해를 거듭할수록 커져갔다. 두 나라는 결국 아편 전쟁으로 충돌했고 패배한 청나라는 이후 열강의 반식민지 상태로 전락했다.
아편 전쟁은 일본에도 큰 영향을 미쳐 열강과의 충돌을 기피하도록 만들었고 결국 일본은 열강과의 전쟁 없이 개국을 결정했다. 이후 메이지 유신을 거쳐 근대화를 시작한 일본은 한때 성인의 나라로 숭배했던 중국을 지나라 부르면서 쇠락해가는 청나라를 멸시하는 분위기가 형성되었다.
메이지 신정부는 1870년 청나라에 근대적 외교 관계를 맺을 것을 희망했지만 청나라는 이를 거절했다. 하지만 이홍장·증국번 등은 일본과 통상 관계를 맺는 것이 청나라에게도 유리하다고 주장했고 그 결과 1871년 7월 청일수호조약이 체결됐다. 중국 입장에선 중화 사상에 기초한 책봉·조공 관계가 무너지기 시작했고 일본은 상호 간의 치외법권과 영사재판권을 승인받은 평등한 조약을 맺을 수 있었다.
1872년에 일어난 마리아 루스 호 사건과 1874년 타이완에서 류큐 어민이 살해된 사건을 계기로 일본은 타이완 침략을 일으켰다. 1879년 일본 정부는 류큐 처분을 통해 류큐 왕국을 일본의 영토인 류큐번으로 편입했으며 나중에 오키나와현이 되었다.

### 청일 전쟁과 러일 전쟁
청나라와 일본 사이에 위치한 조선은 지정학적 요충지에 해당했기에 근대로 접어들면서 유럽을 비롯한 여러 나라들의 관심을 모았다. 청나라는 조선을 오래된 번국으로 인식하여 다른 나라의 내정 간섭을 막고자 했고 일본은 자국의 안보를 위해 조선에 친일 정권을 세우길 원했다.
청나라가 청불 전쟁을 치르느라 여념이 없자 일본의 지원을 받아 조선의 근대화를 이룩하고자 했던 김옥균·박영효 등이 1884년 갑신정변을 일으켰으나 위안스카이가 청나라군을 이끌고 조선에 개입하여 실패했다. 이 과정에서 청나라와 일본은 조선 문제를 협상할 필요를 느꼈고 이는 이듬해 톈진 조약 체결로 이어졌다. 이를 통해 두 나라 모두 조선에서 군대를 철수하고 이후 조선에 출병할 때는 상대국에 통보하기로 했다. 다음 해에는 나가사키에 정박 중인 청나라 북양수사의 수병이 폭동을 일으킨 나가사키 사건이 일어났다.
1894년 조선에서 일어난 동학 농민 혁명의 여파로 청일 전쟁이 발발했다. 잠자는 사자로 인식되던 청나라는 일본에게 참패했고 1895년 시모노세키 조약을 체결해 랴오둥반도와 타이완을 일본에 할양하고 막대한 전쟁배상금도 지불하게 되었다. 당시 일본은 일본 제국 헌법 제정과 식산흥업을 통해 정치·경제가 발전하고 있었는데 청나라와의 전쟁에서 승리하자 중국을 지나라는 멸칭으로 부르며 그들의 미개함을 이유로 대륙을 침공해야 한다는 주장이 일본 내에서 제기되기 시작했다. 기타 잇키는 아시아 먼로주의를 주장하며 아시아를 개방하는 것이 일본의 의무라고 주장했고 나이토 고난은 교토 대학에서 지나학의 발전에 기여했다.
청일 전쟁을 계기로 청나라는 조계나 조차지가 곳곳에 형성되고 영토가 분할되어 열강의 반식민지로 전락했다. 캉유웨이 등 청나라의 젊은 관료들은 일본의 메이지 유신을 높이 평가한 황준헌의 『일본국지』의 영향을 받아 무술변법을 추진했으나 1898년 서태후의 탄압으로 실패했다. 1900년 의화단이 부청멸양을 구호로 내걸며 반제국주의 운동을 전개했는데 청나라 정부가 이를 진압할 의사를 보이지 않자 자국민을 보호하기 위해 일본을 포함한 열강 8국이 군사 개입을 단행했다. 이후 체결한 신축조약을 통해 외국군이 베이징에 주둔하고 청나라는 거액의 배상금을 지불해야만 했다.
한편, 부동항을 찾아 나서던 러시아는 만주와 대한제국에서 이권을 얻길 희망했고 조선에서의 확고한 권리를 원하던 일본은 러시아를 견제하기 시작했다. 일본은 영일 동맹을 체결한 후 1904년 러일 전쟁을 일으켰고 러시아 함대를 격파한 뒤 미국의 중재를 통해 포츠머스 조약을 체결했다. 이후 일본은 관동도독부와 남만주철도주식회사를 설립해 만주 경영의 기반을 닦았으며 1910년에는 대한제국을 합병했다.

### 21개조 조약과 워싱턴 체제

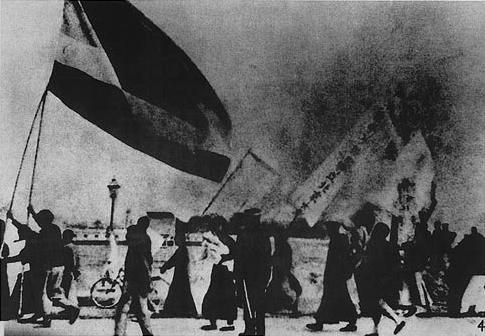
베르사유 조약에 반대하며 데모하는 베이징 대학생

1911년에 일어난 신해혁명은 중국에서 2,000년 넘게 이어진 전제 왕조에 의한 통치를 끝내고 최초의 공화정인 중화민국 수립이라는 결실을 가져다 주었다. 이 무렵을 전후로 한 시기에 중국 각지의 도시에는 근대 문물을 수용하기 위한 노력들이 이루어졌고 많은 중국인이 일본으로 유학을 갔다.
하지만 초대 총통이 된 위안스카이는 혁명파를 탄압하면서 황제가 되기 위한 욕망을 품었고 이에 대한 지지를 조건으로 일본이 내걸었던 21개조 조약을 받아들였다. 당시 산둥반도는 독일의 지배를 받고 있었는데 제1차 세계 대전이 일어나고 영국과 독일이 전쟁 상태에 돌입하자 영일 동맹을 바탕으로 일본도 독일에 선전포고를 하고 산둥반도를 점령했다. 일본은 점령한 산둥반도의 이권을 정식으로 넘겨줄 것을 21개조 조약을 통해 요구했고 위안스카이는 이를 받아들인 것이다. 위안스카이의 제정 부활에 반대하던 중국인들은 제1차 세계 대전 후 열린 파리 강화회담에서 산둥반도를 일본에 이관하는 것을 인정하자 이에 반대하면서 5·4 운동을 일으켰다.
신해혁명을 이끌었던 쑨원은 1919년 광저우에서 중국국민당을 창당하고 중국 동북부에서 할거하던 북양군벌을 정벌하여 반제국주의 운동을 추진하고자 했다. 이후 1921년 상하이에서는 코민테른의 원조를 받아 중국공산당이 창당됐다. 1924년 두 정당은 제1차 국공 합작을 이루어내 반제국주의 운동을 전국으로 파급시켰고 쑨원의 뒤를 이은 장제스는 북벌을 완수했다. 이후 장제스는 4·12 사건을 통해 공산당을 축출했고 이로써 국공 합작은 붕괴됐다.
1922년 미국의 주도 하에 해군 군축·태평양의 평화·중국 문제 등을 논의하기 위해 워싱턴 회담이 열렸고 여기서 이시이-랜싱 협정이 파기되었다. 이로써 일본군은 산둥에서 철수했고 중국의 문호 개방과 영토 보전을 보장하기로 했다. 이는 일본이 중국 대륙을 침공하는 것을 봉쇄하는 효과를 가져다주었는데 이를 워싱턴 체제라 한다.

### 산둥 출병과 만주사변

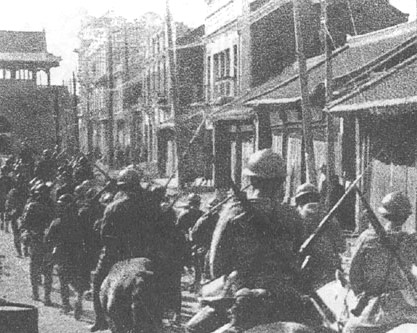
만주사변 당시 선양에 입성하는 관동군

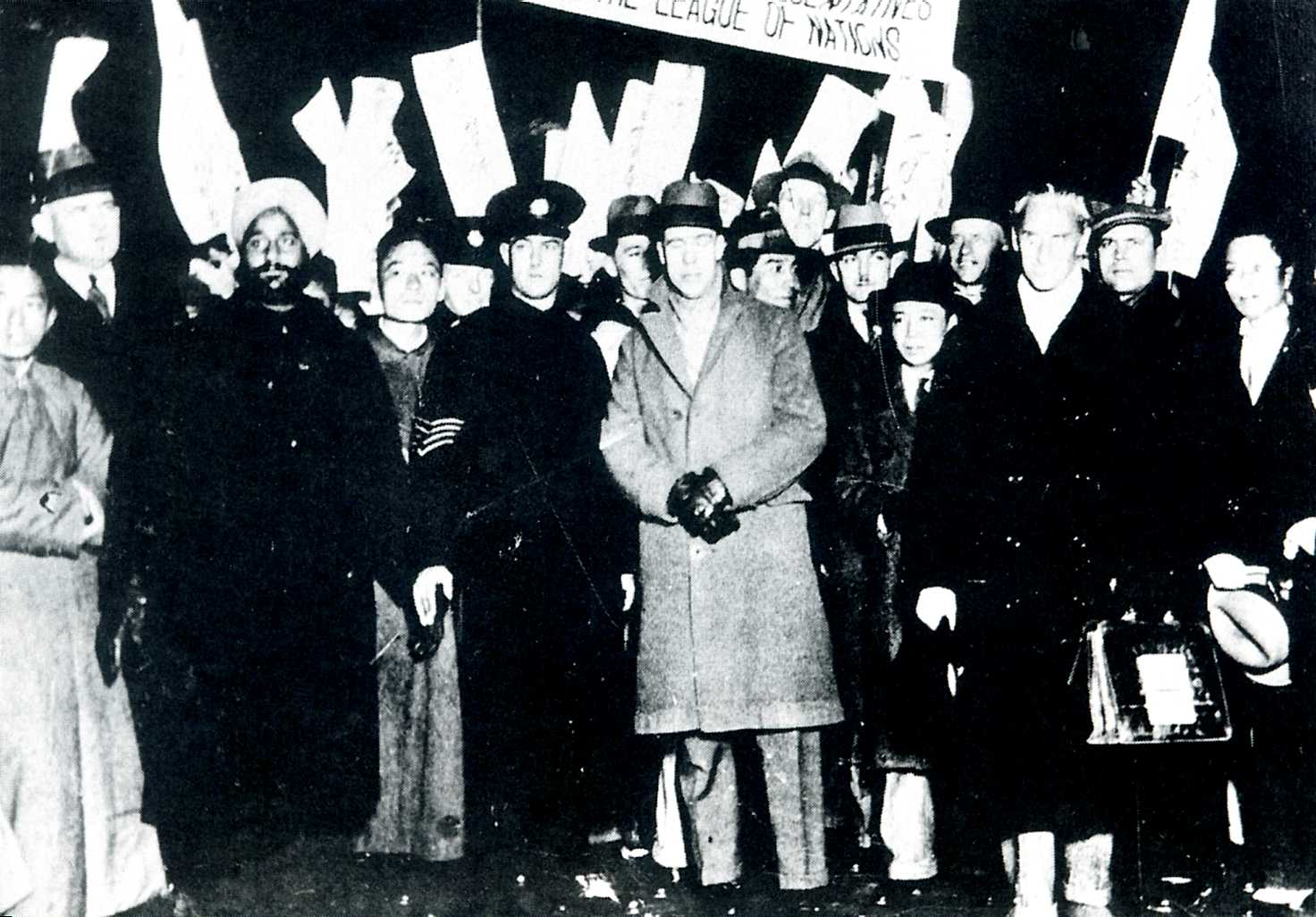
상하이에 도착한 리튼 조사단

1920년대 말부터 일본은 금융 공황과 쇼와 공황의 영향으로 경기 침체기에 접어들고 있었다. 이의 극복을 위해 일본이 만주와 몽골에 진출해야 한다는 주장이 대두했고 일본의 외교 노선도 시데하라 기주로의 대미 협조 노선에서 다나카 기이치의 강경 노선으로 전환하기 시작했다.
랴오동반도 뤼순에 주둔하고 있던 일본 관동군은 거류민을 보호한다는 명분으로 1927년부터 3차례에 걸쳐 산둥반도에 출병했고 이때 북양군벌 봉천파를 이끌던 장쭤린을 포섭했다. 장제스가 이끄는 국민혁명군은 급히 북벌을 재개하여 지난시에 입성했으나 5·3 참변이 발생해 관동군과 충돌했다. 결국 장제스는 산둥을 포기하고 장쭤린이 이끄는 북경정부를 공격했고 북경정부는 곧 함락되었다. 관동군은 장쭤린과의 동맹이 더 이상 필요없다고 여겨 장쭤린을 폭사시키는 황고둔 사건을 일으켰다. 이에 분노한 일본의 쇼와 천황이 내각총리대신 다나카를 힐책했고 다나카 기이치 내각은 총사퇴했다. 이로써 시데하라 외교가 부활했지만 런던 해군 군축 회담을 둘러싸고 해군이 대두하게 되었다.
한편 장쭤린 사후 후계자가 된 아들 장쉐량은 일본에 대한 반감으로 장제스에게 협력하는 동북역치를 단행했고 장제스는 북벌을 완료할 수 있었다. 하지만 옛 군벌들이 장제스에게 일시적으로 굴복했을 뿐 이들이 진심으로 장제스를 지지한 건 아니었기에 이후 장제스는 군벌과의 전쟁에 나섰고 그 틈을 타서 농촌 지역을 중심으로 기반을 다진 마오쩌둥의 중국공산당은 중화소비에트공화국 수립을 시도하기 시작했다.
1931년 관동군이 만주사변을 일으켰다. 제2차 와카쓰키 내각의 불확대 방침조차 무시한 행위였고 이후 관동군은 다음해에 푸이를 집정으로 하여 괴뢰국인 만주국을 수립했다. 미국과 영국은 부전 조약을 근거로 강하게 반발했으며 국제연맹도 리튼 조사단을 파견했다. 국제연맹이 일본에 불리한 보고서를 발표하자 이에 반발한 일본은 국제연맹을 탈퇴해 버렸다. 이후 일본은 1935년 국체명징성명을 발표하고 다음해에는 2·26 사건이 발생하는 등 군국주의로 치닫기 시작했고 이와 함께 워싱턴 체제도 종말을 고하게 되었다.

### 항일 운동의 고조
만주사변을 계기로 일본에 대한 중국인의 반감은 극에 달했다. 중국인들은 곳곳에서 항일 운동을 일으켰지만 장제스는 미국·소련의 협조에 기댈 뿐 일본에 대해 소극적인 자세를 견지했다. 아직 군벌들을 완전히 통제하지 못하고 있었으며 특히 공산당의 세가 확산하면서 장제스는 반공에 집착하기 시작했다. 장제스가 국공 내전을 일으키자 공산당은 장정에 나섰고 항일민족통일전선의 결성을 호소했다.
1935년 상하이시에서는 일본군 수병이 사살되는 사건이 발생했고 다음해에도 일본군을 향한 테러 사건이 속출했다. 그해에 장쉐량은 장제스를 납치하여 국공 내전을 중단하고 공산당과 함께 항일 전쟁에 나서도록 국공 합작을 종용했고 장제스가 이를 받아들여 항일민족통일전선이 형성되었다.

### 중일 전쟁과 태평양 전쟁

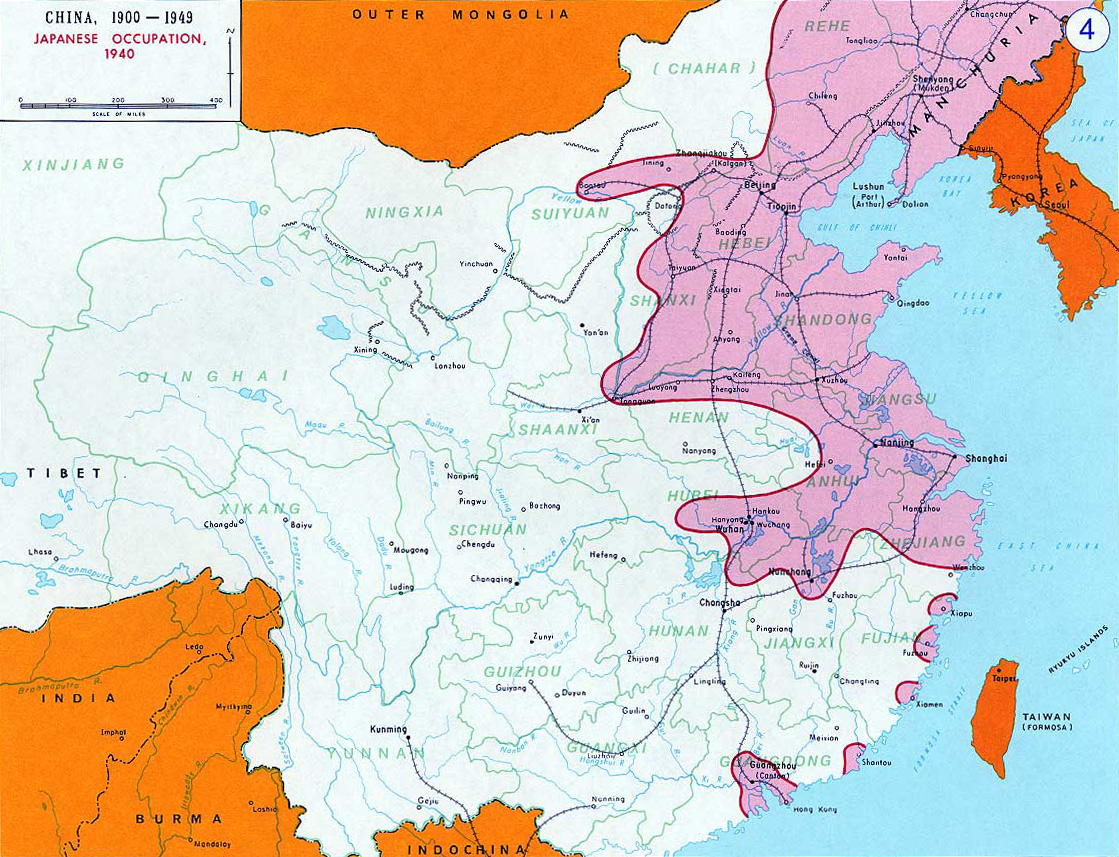
1940년경 일본이 중국에서 점령한 지역

1937년 루거우차오 사건을 계기로 중일 전쟁이 발발했지만 당초 일본은 화북 지역에서 제한적으로만 움직였다. 하지만 8월 9일 상하이시에서 오야마 일본 해군 중위가 피살되고 13일에는 중국군의 공격으로 상하이 전투가 벌어지자 일본은 불확대 방침이라는 종래의 입장을 뒤집고 확전에 나섰다.
당시 일본은 계속되는 공황과 중국에서의 항일 운동으로 정부와 군부의 확전을 지지했다. 일본군이 국민정부 수도였던 난징시를 제압한 뒤 일본의 총리대신 고노에 후미마로는 일방적인 강화 조건을 제시하면서 이를 받아들이지 않으면 장제스 정권을 협상 상대로 인정하지 않겠다고 통보했다. 일본은 수도가 함락되면 중국이 항복할 것이라 생각했지만 장제스는 항일의 뜻을 굽히지 않았고 일본은 국민정부를 더 이상 상대하지 않겠다며 스스로 대화의 선택지를 없애 버렸다.
국민정부는 장강을 거슬러 올라가 한커우를 거쳐 충칭시로 정부 기능을 이전해 항일을 이어갔다. 일본군은 내륙 깊숙히 위치한 충칭시를 공격하기에는 부담이 심해 해안선을 따라 남하하여 광저우시를 점령했으며 국민정부 대신 왕징웨이를 수반으로 하는 괴뢰 정권을 수립했다.
일본의 중국 침략이 장기화하자 미국, 소련, 영국 등이 이를 견제하고자 장제스를 지원하기 시작했다. 특히 미국과 영국은 일본이 석유 등 천연자원이 풍부한 동남아시아까지 침공해 자신들의 이권을 침해하지 않을까 우려했으며 영국은 일본의 남하가 인도 제국의 독립운동에 영향을 미칠까 경계했다. 1941년 일본은 소련과 불가침 조약을 체결한 뒤 독일에게 패배한 뒤 수립된 괴뢰 정권 비시 프랑스와 협정을 맺어 베트남에 진주했다. 미국은 일본에 대해 경제 제재를 가했고 영국과 네덜란드도 보조를 맞추었다. 고노에 후미마로는 미국과의 교섭에 나섰으나 성과를 보지 못한 채 총사퇴했다.
이후 집권한 도조 히데키는 미국이 제시한 헐 노트를 최후통첩으로 이해하고 이를 거부한 뒤 말레이 반도까지 침공하고 진주만 공격을 감행해 영국·미국과의 개전을 단행했다. 처음에 승승장구하던 일본군은 미드웨이 해전을 계기로 연전연패당하기 시작했고 사이판섬이 함락된 뒤에는 보잉 B-29 슈퍼포트리스에 의한 일본 본토 공습이 시작됐다.
중국과의 전쟁이 수렁에 빠진 상황에서 미국과의 전쟁에서도 승기를 잡지 못한 채 본토까지 공격받고 최후의 카드였던 소련마저 일본에 선전포고를 하자 결국 1945년 9월 일본은 항복하게 되었다.

## 현대

### 중일화평조약과 일본-타이완 단교

평화조약에 서명하는 요시다 시게루

일본과의 전쟁이 끝난 뒤 중국 대륙에서는 제2차 국공 내전이 시작했다. 처음엔 국민당이 승기를 잡았으나 대반격을 시작한 공산당은 끝끝내 대륙을 모두 차지하는 데 성공하여 1949년 10월 중화인민공화국 정부를 수립했고 장제스와 국민당은 대만으로 정부를 옮겨야만 했다. 1950년에 일어난 6.25 전쟁은 미국과 중국의 관계를 크게 악화시켰고 이에 일본 총리 겸 외무상 요시다 시게루는 중국이 아닌 대만과 평화조약 체결을 결심하여 중일평화조약을 성사시켰다. 이때 대만은 일본에 대한 전쟁배상청구권을 포기했다.
일본이 대만을 정통 중국으로 인정했음에도 일본과 중국 사이에서 정경 분리 원칙에 따라 민간에서의 경제 교류는 꾸준히 이어졌다. 하지만 1958년 나가사키 국기 사건이 일어나면서 두 나라의 경제 교류는 끊겼다. 1962년부터 제한적이나마 민간 무역이 재개되었으나 1964년 중국의 핵실험과 1966년 문화대혁명으로 양국 관계는 다시 소원해졌다. 그러다가 1971년 유엔 총회 결의 제2758호를 통해 유엔이 중국을 대표하는 나라는 대만이 아니라 중국임을 명시하고 미중 화해가 이루어지자 일본의 사토 내각도 중일국교정상화에 나서게 되었다.

### 중일국교정상화에서 개혁개방까지
1972년 9월 다나카 가쿠에이 일본 총리가 저우언라이 중국 총리의 초청으로 일본 총리로는 처음으로 방중하여 중일공동성명을 발표했다. 이를 통해 일본은 하나의 중국 원칙을 존중하고 대만과 맺은 중일평화조약은 무효로 했으며 양국 간의 우호를 위해 일본에 대한 전쟁 배상 청구를 중국이 포기하기로 했다. 하지만 양국 간 조약 체결 과정에서 중국이 소련을 상정한 반패권 조항을 요구하면서 협상은 난항에 부딪혔고 1976년 저우언라이와 마오쩌둥이 연이어 사망하면서 중국 최고 권력에 공백이 생기게 되었다. 이후 1978년 10월이 되어서야 후쿠다 다케오와 덩샤오핑 사이에 중일평화우호조약이 체결되었고 이후 덩샤오핑이 비준서를 가지고 방일하여 중국 지도자로는 처음으로 천황을 알현했다.
화궈펑이 실각하고 실권을 거머쥔 덩샤오핑은 중국을 현대화하기 위한 개혁 정책을 실시했고 일본으로부터 대규모의 차관을 들여왔다. 후야오방과 나카소네 야스히로는 개인적인 친분도 쌓아 1980년대 엔고 상황 속에서 중국이 경제 특구 지정을 통한 동부 해안 지역 개발이 나서자 일본 자본이 중국에 대거 유입되었다. 하지만 두 나라의 관계가 밀접해지는 과정에서도 일본의 역사교과서 문제나 야스쿠니 신사 참배 문제가 함께 일어났다.

### 톈안먼 사건에서 전략적 상호 관계까지

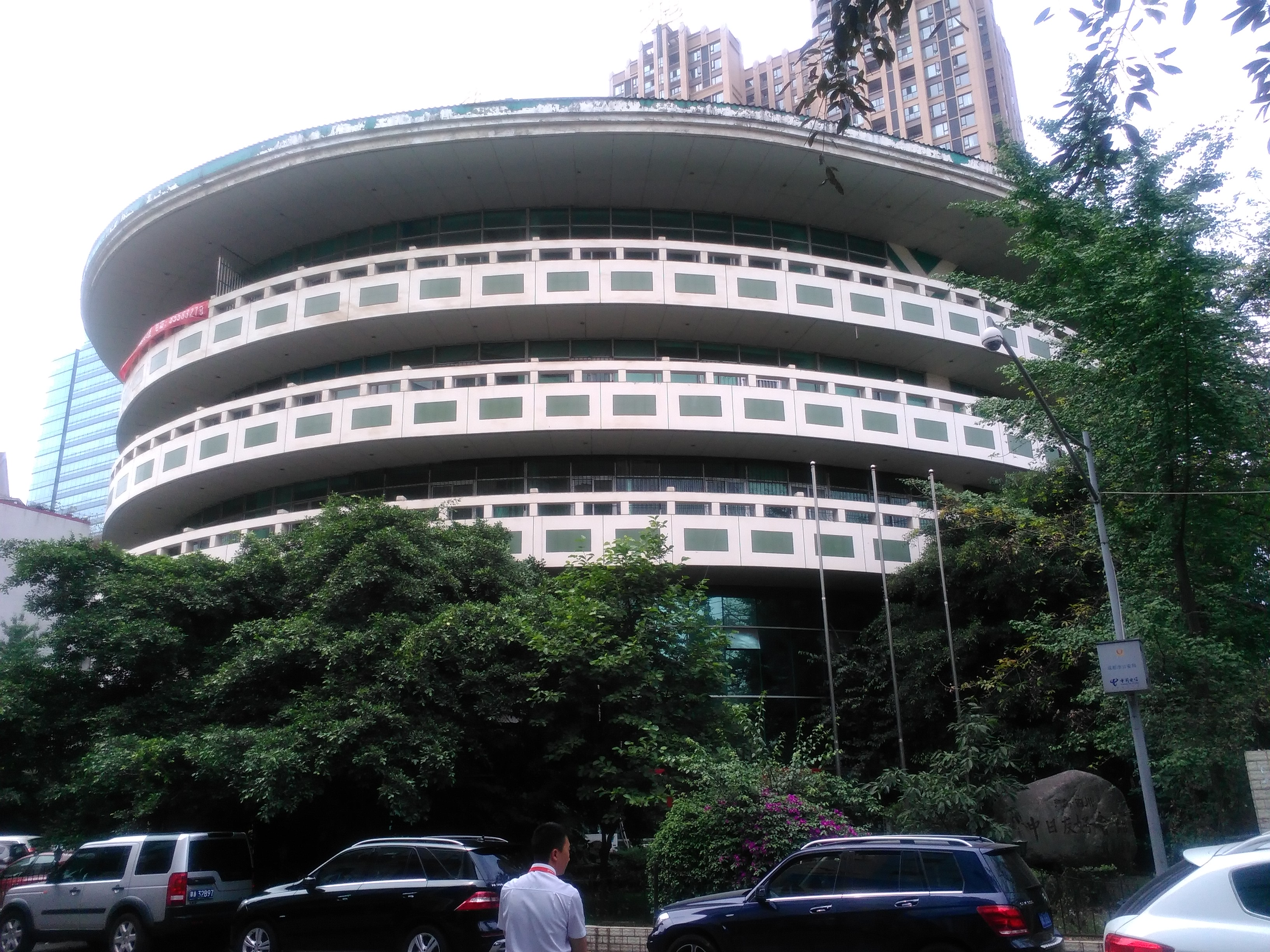
중국 청두시에 있는 히로시마·쓰촨 중일우호회관

중일 수교 20주년을 맞이한 1992년 아키히토 천황이 미치코 황후와 함께 일본 천황으로는 처음으로 중국에 행행했다. 종전 50주년을 맞이한 1995년 8월에는 무라야마 도미이치 일본 총리의 담화문이 발표되었다.
하지만 1996년 타이완에서 최초로 실시되는 총통 직선제를 앞두고 중국이 현직 총통 리덩후이의 재선을 막고자 대만 해협 위기를 일으키자 일본과 미국이 대만에서 유사 상황이 발생했을 때를 상정한 미일방위협력을 논의했고 이는 중일 간의 갈등으로 이어졌다. 1998년 11월 장쩌민 중국공산당 총서기가 중국 최고지도자로서는 처음으로 일본을 공식 방문하여 중일공동선언을 발표하기도 했지만 일본 내에서 중국의 급속한 경제 발전을 경계하는 목소리가 높아졌다. 중국 내에서도 일본의 역사인식 문제가 부각되고 반중·혐중 현상이 재발하는 것에 대한 비판의 목소리가 커졌다.
고이즈미 준이치로가 일본 총리로 취임한 뒤로 야스쿠니 신사 논쟁이 벌어지는 등 중일 관계는 더욱 악화되었고 정치는 냉각이지만 경제는 과열인 정랭경열 현상이 일어났다. 중국은 대일 신사고를 주장하며 대규모 반일 시위가 일어나는 등 일본을 비판하는 분위기가 확산되어 갔고 일본이 유엔 안전보장이사회 개혁을 내세우며 상임이사국 진입을 꾀하자 중국은 인도의 상임이사국 진출을 지지하며 일본이 상임이사국에 진입하는 것을 막았다.
고이즈미가 물러나고 2006년에 총리가 된 아베 신조는 취임 후 첫 외유로 중국을 택했고 양국 관계는 전략적 호혜 관계에 있다고 말하며 관계 개선에 나섰다. 이후 원자바오 중국 총리와 후진타오 공산당 총서기가 일본을 방문해 전략적 호혜 관계의 포괄적 추진을 위한 중일공동성명을 발표했고 일본 내 대표적인 반중 인사 이시하라 신타로 도쿄도지사도 베이징에서 치러진 2008년 하계 올림픽 때 방중하여 유럽에 대항한 중일 협력을 호소했다. 2009년 아소 다로 일본 총리는 2007~2008년 세계 금융 위기 속에서 한중일 경제 협력을 주장하며 한중일 정상회의를 일본에서 성사시켰다. 상하이에서 개최된 2010년 세계 박람회 때는 견당사선을 복원하여 오사카항에서 상하이항까지 운항했다.
순풍을 탔던 중일 관계는 2011년 노다 내각이 발족한 직후 터진 센카쿠 열도 분쟁으로 다시 냉각기에 접어들었다. 양국의 경제는 여전히 밀접하게 연결되어 있었지만 국민감정은 크게 상했다. 특히 중국이 오랫동안 추진했던 군비 증강과 동남아시아 국가 연합에 대한 투자를 일본이 경계하면서 양국의 정치적 관계는 갈수록 험악해졌다.
2012년 다시 총리에 취임한 아베는 과거와 마찬가지로 중국과의 전략적 호혜 관계를 기초로 삼아 관계 개선을 도모했지만 센카쿠 열도를 핵심적 이익으로 간주하는 중국과의 영토 문제는 양국의 관계 개선에 큰 걸림돌이 되었다.
2017년 미국의 대통령이 된 도널드 트럼프가 중국과 일본이 미국과의 무역에서 흑자를 보고 있는 것을 비판하며 미일 무역 마찰과 미중 무역 전쟁이 벌어지자 양국은 관계 개선을 희망하기 시작했다. 2018년 5월 시진핑 공산당 총서기가 아베 일본 총리와 전화통화를 했으며 이후 한중일 정상회의 참석차 리커창 중국 총리가 8년 만에 일본을 방문하여 동중국해 가스전 공동개발에 합의했다. 같은 해 10월 아베가 중국을 방문하여 ▲경쟁보다 협조를 추구한다 ▲양국을 파트너로서 인정한다 ▲자유롭고 공정한 무역 제도를 발전시킨다 등 중일 신시대 3원칙에 합의했다. 2019년 10월 중국 인민해방군 군함이 요코스카항에 친선 입항했고 8년 만에 일본 근해에서 인민해방군과 일본 자위대 사이에서 첫 공동훈련이 실시됐다.

## 같이 보기
- 국제 관계 (1814년-1919년)
- 중일 관계
- 대만-일본 관계
- 일본제 한자어